# Lazare Rameau
Pour les articles homonymes, voir Rameau.
Lazare Rameau (Autun, 29 janvier 1757 - Mâcon, 11 octobre 1794) est un musicien français, claveciniste, organiste et compositeur.

## Biographie
Il est né du second mariage de Claude Rameau, frère cadet du célèbre compositeur Jean-Philippe Rameau. 
Mais c'est son demi-frère Jean-François Rameau, qui avait 41 ans de plus, qui a fourni à Denis Diderot la figure de son livre Le Neveu de Rameau.
Quant à Lazare, il a mené une vie obscure d'organiste dans différentes villes de France et a laissé un souvenir de crapule débauchée. 
Il a néanmoins donné son nom à une rue de Mâcon où il a été organiste vers 1780.

## Œuvres
- Trois Sonates pour Clavecin ou Piano Forte avec accompagnement d'un Violon ad libitum (1788)

1. Sonate en Mi majeur
2. Sonate en Mi bémol majeur
3. Sonate en Ré majeur